# زكي محمد حسن (ممثل)
زكي محمد حسن  (3 فبراير 1912 - 24 فبراير 1972)، هو ممثل مصري أنهى دراسته في المرحلة الابتدائية عام 1930، بعد ذلك عمل مع بعض الفرق المسرحية والموسيقية المتجولة بين المحافظات، وقد كانت أول أدواره الفنية فيلم (سلفني 3 جنيه) عام 1939، وبعدها شارك العديد من العديد من الأفلام من أبرزها (سمارة، إسماعيل يس في بيت الأشباح، المتمردة)
ولد في حي المطرية بالقاهرة في عام 1912، بعد أن وقف أمام عمالقة السينما المصرية في الأربعينات والخمسينات والستينات، من أمثال نجيب الريحاني وزكي رستم ومحمود المليجي وشكري سرحان واسماعيل يس وعبد السلام النابلسي وأنور وجدي وفريد شوقي وفاخر فاخر إستفان روستي وعبدالفتاح القصري ومحسن سرحان وتوفيق الدقن وفاتن حمامة وتحية كاريوكا وهدى سلطان وليلى مراد وماري منيب وفردوس محمد
عمل بعد أن أنهى دراسته الابتدائية في عام 1930 مع بعض الفرق المسرحية والموسيقية المتجولة بين المحافظات المصرية إلى أن واتته الفرصة في عام 1939 ليظهر مع الفنان الكبير علي الكسار في فيلم سلفني 3 جنيه في دور «لص»، فكان ذلك أول أعماله كما أسلفنا، بينما كان آخرها فيلم سكرتير ماما 1969
بعد فيلمه الأول مثل في فيلم عدو المجتمع 1947 أمام عقيلة راتب وعباس فارس ومحمود المليجي. ثم تنوعت أدواره مع إعطائه مساحة صغيرة في العديد من الأفلام الدرامية. فظهر على سبيل المثال في دور زكي مدير الصالة في فيلم ليت الشباب 1948، والتمرجي في فيلم إجازة في جهنم 1949، وأحد زبائن الكازينو في فيلم غزل البنات 1949، وشيال في لوكاندة في فيلم أوعى المحفظة 1949، ومروج النقود المزيفة في فيلم بابا عريس 1950، والسفرجي في فيلم مغامرات خضرة 1950
في عام 1951 ظهر في أفلام خبر أبيض (في دور الشاويش النوبتجي)، وفيلمي فيروز هانم وأسرار الناس (في دور ضابط المباحث)،أشكي لمين (في دور عامل بصالة الملهى)، بيت الأشباح (في دور حارس حديقة الحيوانات)، إبن النيل (في دور أحد المتاجرين بالمخدرات)
بعد ذلك تراوحت أدواره ما بين جارسون كما في فيلم فالح ومحتاس 1954، وسائق تاكسي كما في فيلم الدنيا لما تضحك 1953، ومدير التياترو كما في فيلم يا ظالمني 1954، و مخبر الشرطة كما في فيلم من القاتل 1956، وعامل في شركة المنسوجات كما في فيلم المتمردة 1963، وبلطجي كما في فيلم المجرم 1954، والشاويش السجان كما في فيلمي إسماعيل يس في السجن 1961، وسمارة 1956. وعامل في مصنع كما في فيلم ثورة المدينة 1955، وصياد موال لزعيم الصيادين الظالم عتريس (زكي رستم) كما في فيلم الخرساء 1961.
ظهر أيضا في فيلم فتى أحلامي 1957 ضمن من يستأجرهم نوفل السرياقوسى (عبدالسلام النابلسي) مقابل 50 قرشاً ليثبت أنه سليل عائلة ثرية ذات حسب ونسب كي يقبل حسن فايق زواجه من ابنته سهام،أما في فيلم عصافير الجنة 1955 فيؤدي دور مدير الحسابات في شركة درنجا للمرطبات لصاحبته الأرملة درية. وفي فيلم ليلة الحنة 1951 من بطولة شادية وكمال الشناوي، مؤدياً دور أحد أفراد «البودي غارد» الذين يعملون لحساب صاحبة الملهى، وتوفي في عام 1972 عن عمر ناهز 60 سنة.
1. ↑  "زكي محمد حسن  - تمثيل فيلموجرافيا، صور، فيديو". elCinema.com. مؤرشف من الأصل في 2022-10-19. اطلع عليه بتاريخ 2023-06-09.
2. ↑  "شاهدته ولا تعرفه (زكي محمد حسن (ممثل))". مؤرشف من الأصل في 2019-09-03.